# Klaus Schulze
Klaus Schulze (født 4. august 1947, død 26. april 2022) var en tysk elektronisk musikpioner, komponist og musiker. Han brugte også navnet Richard Wahfried som pseudonym og var kortvarigt medlem af Krautrockgrupperne Tangerine Dream, Ash Ra Tempel og The Cosmic Jokers, før han skabte sig en solokarriere med mere end 60 album udsendt gennem seks årtier.